# Liste der Straßen und Plätze in Spremberg

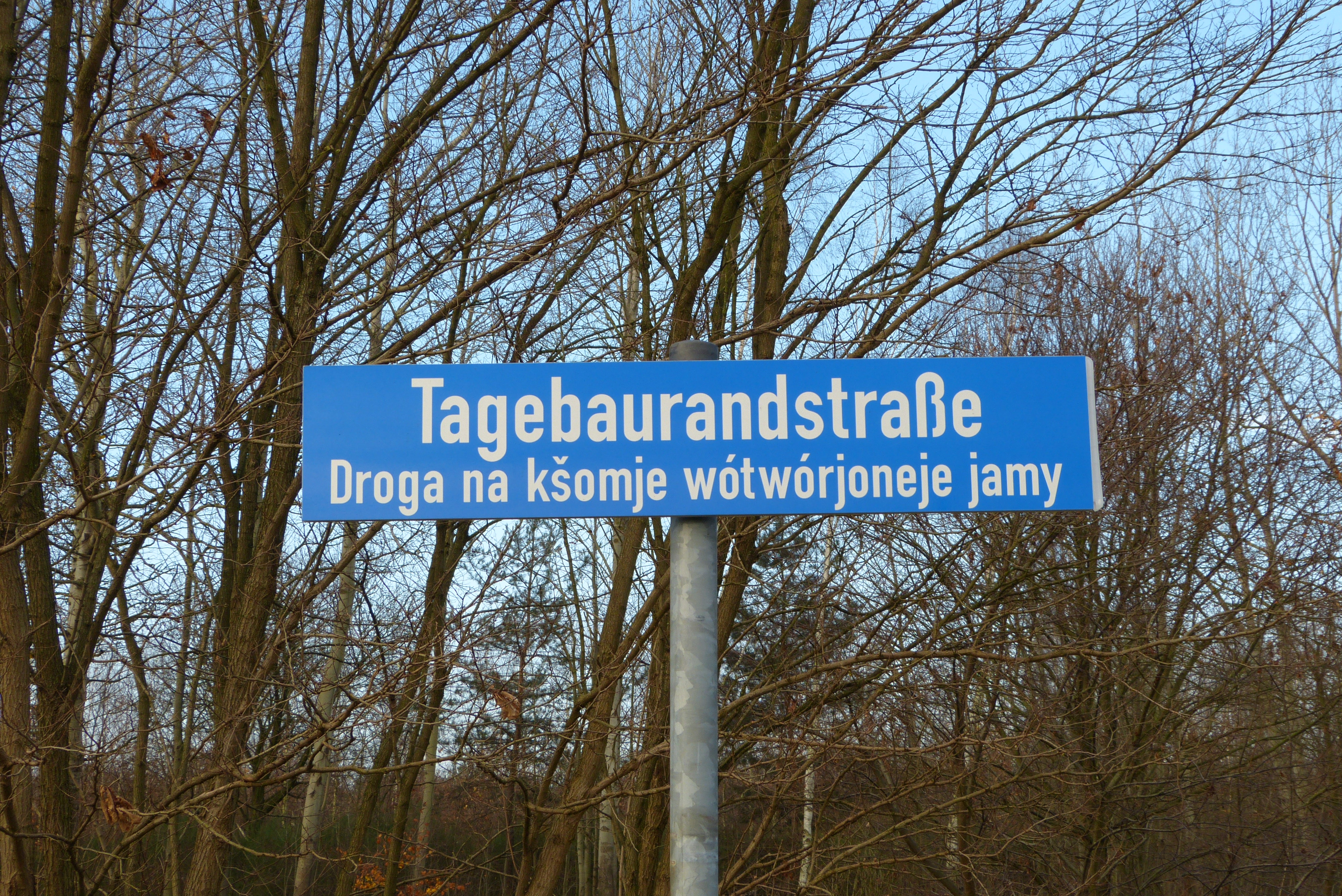
Zweisprachiges Straßenschild in Spremberg

Die alphabetische Liste der Straßen und Plätze in Spremberg enthält neben dem deutschen Straßennamen und der Zuordnung zu einem Ortsteil auch die offizielle sorbische Bezeichnung. Zusätzlich erfolgt eine kurze Erklärung zur Herkunft des Namens und soweit möglich frühere Straßennamen.

## Straßenverzeichnis
| Straßenname                        | Länge   | Sorbischer Name                    | Ortsteil                   | Herkunft/Beschreibung |
| ---------------------------------- | ------- | ---------------------------------- | -------------------------- | --- |
| Adolf-Damaschke-Platz              | 494 m   | A. Damaškowe namesto               | Spremberg                  | nach dem Pädagogen Adolf Damaschke |
| Adolf-Diesterweg-Ring              | 876 m   | A. Diesterwegowe kolo              | Trattendorf                | nach dem Pädagogen Adolf Diesterweg |
| Ahornweg                           |         | Klonowy pus                        | Trattendorf                | nach der Baumart Ahorn |
| Albrecht-Dürer-Weg                 | 101 m   | A. Dürerowy pus                    | Spremberg                  | nach dem Maler Albrecht Dürer |
| Alexander-Puschkin-Platz           | 340 m   | A. Puškinowe namesto               | Spremberg                  | nach dem Nationaldichter Alexander Sergejewitsch Puschkin |
| Alma-Riedel-Straße                 | 294 m   | A. Riedeloweje droga               | Spremberg                  | |
| Alte Gärtnerei                     |         | Stara gjartnarnja                  | Hornow                     | nach der Gärtnerei |
| Am Bach                            | 428 m   | Psi rece                           | Cantdorf                   | Lage am natürlichen Gewässer Kochsa |
| Am Berghang                        | 739 m   | Pód góru                           | Spremberg                  | nach der natürlichen Begebenheit am Berghang |
| Am Drehpunkt Süd                   |         |                                    | Spremberg                  | Straße zur neuen Kohleverladung des Tagebau Welzow-Süd |
| Am eigenen Herd                    |         | Psi swojom pjacyku                 | Spremberg                  | bezieht sich vermutlich auf den eigenen Herd |
| Am Feld                            |         | Pśi Polna                          | Graustein                  | das Feld |
| Am Feldrain                        |         | Pśi mjazce                         | Türkendorf                 | der Feldrain |
| Am früheren Stadtbahngleis         | 1.477 m | Psi negajšnych nadroznych kolejach | Spremberg                  | Lage am ehemaligen Gleisnetz der Spremberger Stadtbahn |
| Am Gartenweg                       |         |                                    | Sellessen                  | |
| Am Grubenteich                     |         |                                    | Lieskau                    | |
| Am Hauptbahnhof                    | 271 m   | Psi glownem dwornišcu              | Spremberg                  | Lage am Hauptbahnhof Spremberg |
| Am Kollerberg                      |         | Psi Kolarjowej gorje               | Spremberg                  | Spremberger Hügel Kollerberg. |
| Am Markt                           |         | Psi wikach                         | Spremberg                  | Lage am Spremberger Markt |
| Am Mühlberg                        |         |                                    | Türkendorf                 | |
| Am Pilz                            | 386 m   | Psi gribje                         | Spremberg                  | Lage am Spremberger Aussichts- und Rastpunkt am Pilz |
| Am Rain                            | 247 m   | Psi mjazce                         | Terpe                      | steht vermutlich für die Lage am Feldrain |
| Am Ring                            |         |                                    | Schwarze Pumpe             | |
| Am Schulhof                        | 80 m    | Psi šulskem dworje                 | Spremberg                  | in dieser Straße befand sich bis 1945 die Spremberger Knabenschule |
| Am Schweizergarten                 | 633 m   | Psi Šwajcarskej zagroze            | Spremberg                  | Lage an der Gaststätte Zum Schweizergarten |
| Am See                             |         | Psi jazorje                        | Sellessen                  | Lage am Groß Buckower See |
| Am Sportplatz                      |         |                                    | Terpe                      | der Sportplatz |
| Am Spreedamm                       | 262 m   | Sprjewiny nasyp                    | Spremberg                  | direkte Lage an der Spree |
| Am Südgraben                       |         |                                    | Terpe                      | |
| Am Tagebau                         | 6.999 m | Psi wuglowej jamje                 | Spremberg                  | Lage am Tagebau Welzow-Süd |
| Am Teich                           | 544 m   |                                    | Haidemühl                  | |
| Am Wald                            | 492 m   |                                    | Haidemühl                  | der Wald |
| Am Walderholungsheim               | 498 m   | Psi lesnem wodychanišcu            | Spremberg                  | Lage am bis 1945 existierenden Walderholungsheim |
| Am Waldrand                        |         |                                    | Sellessen                  | am Waldrand |
| Am Waldesrand                      |         |                                    | Schönheide                 | |
| Am Wasserturm                      |         | Psi wodowem tormje                 | Spremberg                  | Lage am ehemaligen Spremberger Wasserturm, jetzt Wohnhaus |
| Am Wildgehege                      | 292 m   | Psi ziwinarni                      | Weskow                     | Lage an einem Wildgehege mit Damwild |
| Am Wildpfad                        | 109 m   | Psi ziwinowej scažce               | Weskow                     | Wohngegend mit Namen in Bezug auf Wald und Jagd |
| Am Ziegeleiweg                     |         | Psi Cyglownjowy pus                | Wadelsdorf                 | nach der Fabrik Ziegelei, April 2016 Umbenennung in Folge der Eingemeindung nach Spremberg, vorher Ziegeleiweg                                                                                            |
| Amaliengasse                       |         | Amalijowa gasa                     | Spremberg                  | |
| Ameisensteg                        | 405 m   | Mrojowa scažka                     | Spremberg                  | Wohngegend mit Namen in Bezug auf Insekten, hier Ameise |
| Amselweg                           | 396 m   | Kosowy pus                         | Sellessen                  | bezieht sich auf die Vogelart Amsel |
| Anglerweg                          |         | Wuźarski puś                       | Sellessen                  | der Angler |
| An den Gärten                      | 737 m   |                                    | Graustein                  | |
| An den Mühlen                      | 68 m    | Psi mlynach                        | Spremberg                  | An den ehemaligen Mühlen der Stadt. Hier betrieb der Großvater von Erwin Strittmatter einen Laden. |
| An der Mühle                       |         |                                    | Hornow                     | Straße an der ehemaligen Mühle, April 2016 Umbenennung in Folge der Eingemeindung nach Spremberg, vorher Mühlenstraße                                                                                     |
| An der Alten Ziegelei              | 2.155 m | Psi starej cyglowni                | Schwarze Pumpe             | am Standort einer nicht mehr existierenden Ziegelei |
| An der Dorfaue                     |         |                                    | Graustein                  | die Dorfaue |
| An der Dorfkirche                  |         |                                    | Groß Luja                  | |
| An der Heide                       | 389 m   | Pód golu                           | Schwarze Pumpe             | Bezug auf die Heidelandschaft vor der Bebauung |
| An der Lusatia                     | 802 m   | Psi Luzaciji                       | Spremberg                  | lateinisches Wort für Lausitz |
| An der Schule                      | 284 m   |                                    | Schwarze Pumpe             | April 2016 Umbenennung in Folge der Eingemeindung von Hornow nach Spremberg, vorher Schulstraße |
| An der Zeidelweide                 |         | Psi zezinje                        | Weskow                     | für ein Waldstück das mit Bienenstöcken belegt ist |
| Artur-Becker-Ring                  | 843 m   | A. Beckerowe kolo                  | Trattendorf                | Funktionär Artur Becker |
| August-Bebel-Straße                |         | A. Bebelowa droga                  | Spremberg                  | Politiker August Bebel |
| Auguststraße                       | 132 m   | A. Bebelowa droga                  | Spremberg                  | |
| Ausbau                             |         | wutwark                            | Lieskau                    | |
| Ausbau Nord                        |         |                                    | Graustein                  | |
| Ausbaustraße                       |         |                                    | Schönheide                 | |
| Ausbau Süd                         |         |                                    | Graustein                  | |
| Ausbauweg                          |         |                                    | Wadelsdorf                 | |
| Bahnhofsvorplatz                   |         | Dwornišcowe namesto                | Spremberg                  | |
| Badergasse                         | 128 m   | Kuparnikowa gasa                   | Spremberg                  | alte Bezeichnung für den Betrieb einer Badestube |
| Bad Muskauer Straße                |         |                                    | Schönheide                 | nach dem Ort Bad Muskau |
| Badstraße                          | 184 m   | Kupanišcowa droga                  | Schwarze Pumpe             | |
| Bagenzer Straße                    |         | Bagenska droga                     | Sellessen                  | Straße in Richtung Bagenz |
| Bagenzer Weg                       |         |                                    | Groß Luja                  | |
| Bahnhofstraße                      |         | Dwornišcowa droga                  | Spremberg                  | Straße vom/zum Bahnhof der Stadt |
| Bahnweg                            | 419 m   | Segowy pus                         | Schwarze Pumpe             | |
| Bauhofstraße                       | 75 m    | Psi twarskem dworje                | Spremberg                  | |
| Beethovenstraße                    | 138 m   | Droga Beethovena                   | Spremberg                  | nach dem Komponist Ludwig van Beethoven |
| Bergmannsring                      |         |                                    | Haidemühl                  | nach der Berufsbezeichnung Bergmann |
| Bergmannstraße                     | 346 m   | Górnikowa droga                    | Schwarze Pumpe             | |
| Bergmannsweg                       | 1405 m  | Górnikowy pus                      | Spremberg                  | nach der Berufsbezeichnung Bergmann |
| Bergstraße                         | 859 m   | Gorowa droga                       | Spremberg                  | nach ihrer Lage am Georgenberg |
| Bergweg                            |         |                                    | Sellessen                  | |
| Berliner Straße                    |         | Barlinska droga                    | Spremberg                  | Hauptstadt Berlin, Hausnummern 11 bis 39 gehören zum OT Cantdorf, Teil des Ziegeleiweges der durch den Bau der Umgehungsstraße abgeschnitten wurde, am 28. Oktober 2020 in Berliner Straße umbenannt      |
| Bienenwinkel                       | 467 m   | Pcolkowy nugel                     | Spremberg                  | Wohngegend mit Bezug auf Namen von Insekten, hier Bienen, Hausnummer 11 und 12 gehört zum OT Weskow |
| Birkengrund                        | 527 m   | Brjazyna                           | Trattendorf                | nach der Baumart Birke |
| Bloischdorfer Straße               |         |                                    | Groß Luja                  | nach dem Ort Bloischdorf |
| Bloischdorfer Weg                  |         |                                    | Graustein                  | |
| Blütenweg                          |         | Kwetkowy pus                       | Trattendorf                | Blüte, Teil der Pflanze |
| Bogenstraße                        | 147 m   | Ksiwa droga                        | Spremberg                  | nach dem Verlauf der Straße |
| Bogenweg                           | 366 m   | Ksiwy pus                          | Schwarze Pumpe             | nach dem Verlauf des Weges |
| Bohsdorfer Straße                  |         | Bošojska droga                     | Hornow                     | nach dem Ort Bohsdorf |
| Bräsinchener Straße                |         | Brjazynkojska droga                | Sellessen                  | Straße in Richtung des Ortes Bräsinchen |
| Brauhausgasse                      | 89 m    | Piwarnjowa gasa                    | Spremberg                  | Brauhaus |
| Bregenzer Straße                   | 1.395 m | Bregenska droga                    | Spremberg                  | nach der österreichischen Stadt Bregenz |
| Brennereiweg                       |         | Pśi palarni                        | Hornow                     | nach der Brennerei |
| Brigittenweg                       |         | Brigisiny pus                      | Spremberg                  | Vermutlich nach der Grube Brigitta |
| Buckower Weg                       | 1.844 m | Bukojski pus                       | Spremberg                  | nach dem devastierten Ort Groß Buckow, die Hausnummer 1 bis 5 gehören zum OT Cantdorf |
| Bühlow Nord                        |         | Bela pódpolnoc                     | Sellessen                  | nach dem eingemeindeten Ort Bühlow |
| Bühlower Straße                    |         | Belanska droga                     | Sellessen                  | nach dem eingemeindeten Ort Bühlow |
| Bühlower Weg                       |         | Belanski pus                       | Spremberg                  | nach dem eingemeindeten Ort Bühlow |
| Burgstraße                         |         | Grodowa droga                      | Spremberg                  | |
| Bürstenmacherbogen                 | 460 m   | Šcotkarjowy woklon                 | Spremberg                  | nach dem Beruf des Bürstenmachers |
| Carl-Blechen-Straße                |         | C. Blechenowa droga                | Spremberg                  | nach dem Landschaftsmaler Carl Blechen |
| Clara-Zetkin-Straße                | 356 m   | C. Zetkiny droga                   | Schwarze Pumpe             | nach der Politikerin Clara Zetkin |
| Consulring                         |         | Konsulowe kolo                     | Spremberg                  | nach der ehemaligen Grube Consul |
| Cottbuser Weg                      |         | Chósebuski pus                     | Spremberg                  | nach der Stadt Cottbus |
| Dianaweg                           |         | Dianiny pus                        | Spremberg                  | nach der Göttin der Jagd in der römischen Mythologie |
| Dorfstraße                         |         | Wejsna droga                       | Terpe                      | nach der kleinen Siedlung |
| Doroteenweg                        | 155 m   | Dorotejiny pus                     | Spremberg                  | nach dem Vornamen Dorothea |
| Drebkauer Straße                   | 2.199 m | Drjowkojska droga                  | Spremberg                  | Straße in Richtung Drebkau |
| Dresdener Chaussee                 |         |                                    | Schwarze Pumpe             | |
| Dresdener Straße                   | 900 m   | Drježdzanska droga                 | Spremberg                  | nach der Stadt Dresden, bis etwa 1990 Clara-Zetkin-Straße |
| Drosselweg                         | 137 m   | Droznowy pus                       | Spremberg                  | nach dem Vogel Drossel |
| Druckerweg                         | 79 m    | Sišcarski pus                      | Spremberg                  | nach den Beruf des Druckers |
| Eichenallee                        | 404 m   | Dubowa aleja                       | Haidemühl                  | nach der Baumart Eiche |
| Eichhörnchenweg                    |         | Njewjerickowy pus                  | Sellessen                  | nach dem Nagetier Eichhörnchen |
| Eigene Scholle                     | 794 m   | Swojske grunty                     | Weskow                     | Scholle, Synonym für eigenes Land |
| Elsterweg                          | 445 m   | Srocyny pus                        | Spremberg                  | nach dem Vogel Elster |
| Erwin-Strittmatter-Promenade       | 153 m   | E. Strittmatterowa promenada       | Spremberg                  | nach dem Spremberger Ehrenbürger Erwin Strittmatter |
| Ernst-Thälmann-Straße              | 293 m   | E. Thälmannowa droga               | Schwarze Pumpe             | nach dem ehem. Vorsitzenden der KPD Ernst Thälmann |
| Erlengrund                         | 266 m   | Wólšyna                            | Spremberg                  | nach der Baumgattung Erlen |
| Eigener Aufbau                     |         | Swójska natwar                     | Spremberg                  | |
| Falkenweg                          | 685 m   | Sokolowy pus                       | Spremberg                  | nach dem Vogel Falke |
| Falterweg                          |         |                                    | Weskow                     | nach dem Insekt Falter |
| Färbergasse                        |         | Barwarska gasa                     | Spremberg                  | nach dem Beruf des Färbers |
| Fasanenstraße                      | 374 m   | Fazanowa droga                     | Spremberg                  | nach der Vogelart Fasan |
| Feldstraße                         |         |                                    | Sellessen                  | außer Hausnummer 4, die zum OT Haidemühl gehört |
| Feldweg                            |         | Pólny pus                          | Trattendorf                | Feldweg |
| Finkenweg                          | 297 m   | Zebiny pus                         | Spremberg                  | nach der Vogelart Finken |
| Fliederweg                         | 120 m   | Flejšowy puć                       | Spremberg                  | nach der Pflanzengattung Flieder |
| Florian-Geyer-Weg                  | 755 m   | F. Geyerowy pus                    | Spremberg                  | nach dem Truppenführer Florian Geyer |
| Forster Landstraße                 | 6.235 m | Baršcanska krajna droga            | Spremberg                  | Straße in Richtung Forst, Nummer 33 bis 62 gehört zum OT Weskow |
| Forster Chaussee                   |         |                                    | Wadelsdorf                 | April 2016 Umbenennung in Folge der Eingemeindung nach Spremberg, vorher Forster Landstraße |
| Forster Straße                     |         |                                    | Wadelsdorf                 | |
| Franz-Mehring-Straße               | 935 m   | F. Mehringowa droga                | Schwarze Pumpe             | nach dem Politiker Franz Mehring |
| Franz-Waldmann-Straße              | 254 m   | F. Waldmannowa droga               | Spremberg                  | |
| Friedensstraße                     |         | Droga mera                         | Spremberg                  | nach Frieden |
| Friedhofsweg                       | 261 m   | Kjarchobowy pus                    | Spremberg                  | nach Friedhof |
| Friedrich-Ebert-Straße             |         | F. Ebertowa droga                  | Cantdorf                   | nach dem Sozialdemokraten Friedrich Ebert |
| Friedrich-Engels-Platz             |         | F. Engelsowe namesto               | Spremberg                  | nach dem Philosophen Friedrich Engels |
| Friedrichstraße                    | 630 m   | Friedrichowa droga                 | Spremberg                  | |
| Fritz-Schulz-Straße                | 1.105 m | F. Schulzowa droga                 | Schwarze Pumpe             | nach dem Widerstandskämpfer Fritz Schulz |
| Fröbelstraße                       | 135 m   | Fröbelowa droga                    | Spremberg                  | nach dem Pädagogen Friedrich Fröbel |
| Froschsteg                         | 110 m   | Žabina scažka                      | Spremberg                  | nach der Tierart Frosch |
| Fuchsweg                           | 139 m   | Lišcyna scažka                     | Weskow                     | nach dem Raubtier Fuchs |
| Gartenstraße                       |         | Zagrodowa droga                    | Spremberg                  | der Garten |
| Gärtnerstraße                      | 612 m   | Zagrodniska droga                  | Spremberg                  | nach dem Beruf Gärtner |
| Gasse                              |         |                                    | Hornow                     | nach der Gasse |
| Georgenhöhe                        | 92 m    | Jurowa wušyna                      | Spremberg                  | nach der lokalen Umgebung, auf dem Georgenberg |
| Georgenstraße                      |         | Jurowa droga                       | Spremberg                  | nach der lokalen Begebenheit, auf dem Georgenberg |
| Gerberstraße                       | 131 m   | Garbowarska droga                  | Spremberg                  | nach dem Beruf des Gerbers |
| Geschwister-Scholl-Straße          | 779 m   | Droga Scholloweju                  | Spremberg                  | nach den Widerstandskämpfern Geschwister Scholl |
| Gleisdreieck                       |         |                                    | Terpe                      | das Gleisdreieck |
| Glasmacherstraße                   |         |                                    | Haidemühl                  | nach dem Beruf des Glasmachers, auch nach dem am alten Standort von Haidemühl vorhandenem Glaswerk |
| Glück auf                          | 536 m   | Gluku wam                          | Spremberg                  | nach dem Bergmannsgruß Glückauf |
| Goetheplatz                        |         | Namesto Goethego                   | Spremberg                  | nach dem Dichter Johann Wolfgang von Goethe |
| Gosdaer Weg                        |         |                                    | Terpe                      | nach dem devastierten Ort Gosda |
| Grausteiner Straße                 |         |                                    | Türkendorf                 | Straße in Richtung Graustein |
| Grausteiner Weg                    | 1.427 m | Syjanski pus                       | Weskow                     | nach dem Ort Graustein |
| Grazer Straße                      | 590 m   | Gracojska droga                    | Spremberg                  | nach der Stadt Graz |
| Grenzstraße                        | 1.131 m | Mrocna droga                       | Sellessen                  | nach Grenze, ohne weitere Bedeutung |
| Grenzweg                           | 329 m   | Mrocny pus                         | Weskow                     | nach Grenze, ohne weitere Bedeutung |
| Grenzwinkel                        |         | Mrocny nugel                       | Trattendorf                | nach Grenze, ohne weitere Bedeutung |
| Groß Lujaer Straße                 | 238 m   | Lojojska droga                     | Sellessen                  | nach dem Dorf Groß Luja |
| Groß Dübener Weg                   |         |                                    | Lieskau                    | nach dem Ort Groß Düben |
| Grüner Weg                         |         | Zeleny pus                         | Trattendorf                | nach der örtlichen Lage, sprich Natur |
| Grünstraße                         | 206 m   | Zelena droga                       | Spremberg                  | |
| Gustav-Adolph-Platz                |         |                                    | Terpe                      | In der Gegend zwischen Terpe und Pulsberg, erfolgte 1877 der Aufschluss der Grube „Gustav Adolph“. Der Braunkohleabbau erfolgte dort von 1877 bis 1907.                                                   |
| Haidemühler Straße                 | 310 m   |                                    | Haidemühl                  | nach dem devastierten Ort Haidemühl |
| Hasenheide                         | 737 m   | Wuchacownja                        | Weskow                     | Hasen – Heide |
| Hauptstraße                        |         | Glowna droga                       | Sellessen                  | |
| Hegerweg                           | 231 m   | Golnikarski pus                    | Weskow                     | nach dem Heger |
| Heidefrieden                       | 1.438 m | Gólny mer                          | Spremberg                  | nach der Pflanzenart Heide, die Hausnummern 1 bis 20 und 27 bis Ende gehören zum OT Weskow |
| Heideweg                           | 93 m    | Gólny pus                          | Sellessen                  | nach der Pflanzenart Heide |
| Heimchenweg                        |         | Šwjercowy pus                      | Trattendorf                | |
| Heinrich-Heine-Weg                 |         | H. Heinowy pus                     | Spremberg                  | nach dem Dichter Heinrich Heine |
| Heinrichsfelder Allee              | 1.339 m | Šencanska aleja                    | Spremberg                  | nach der ehemaligen Gemeinde Heinrichsfeld, 1946 nach Spremberg eingemeindet, der Name Heinrich geht dabei auf Heinrich von Sachsen-Merseburg zurück                                                      |
| Heinrichsfelder Weg                |         |                                    | Schwarze Pumpe             | |
| Heinrichstraße                     | 298 m   | Hendrichowa droga                  | Spremberg                  | benannt nach den ehemaligen Besitzern des Spremberger Schlosses Heinrich von Sachsen-Merseburg |
| Heinrich-Zille-Straße              |         | H. Zillowa droga                   | Spremberg                  | nach dem Maler Heinrich Zille, keinen direkten Bezug zu Spremberg |
| Hermann-Löns-Weg                   | 2.255 m | H. Lönsowy pus                     | Trattendorf                | nach dem Schriftsteller Hermann Löns, keinen direkten Bezug zu Spremberg |
| Hornower Dorfstraße                |         |                                    | Hornow                     | April 2016 Umbenennung in Folge der Eingemeindung nach Spremberg – vorher Dorfstraße 18 bis 47 |
| Hoyerswerdaer Straße               | 2,745 m | Worjejska droga                    | Spremberg                  | Straße in Richtung Hoyerswerda, Hausnummern 32 bis 46 gehören zum OT Trattendorf |
| Hubertusweg                        | 377 m   | Hubertusowy pus                    | Spremberg                  | auf Grund Lage am Wald, vermutlich von Hubertusjagd |
| Hummelsteg                         |         | Tsmjelowa scažka                   | Weskow                     | nach der Bienengattung Hummel |
| Immenwinkel                        |         | Pcolkowy nugel                     | Weskow                     | Umgangssprachlich für Bienen |
| Im Felde                           |         |                                    | Lieskau                    | |
| Im Vorwerk                         |         |                                    | Türkendorf                 | im Vorwerk |
| Jessener Kirchweg                  | 190 m   |                                    | Terpe                      | Weg der Bewohner von Terpe in den ehemaligen und jetzt devastierten Ort Jessen zum Gottesdienst, Neubenennung eines bisher unbenannten Weges am 28. Oktober 2020                                          |
| Jägerbogen                         | 179 m   | Góntwarski woklon                  | Weskow                     | Jäger |
| Jägerstraße                        | 298 m   | Góntwarska droga                   | Spremberg                  | |
| Johannesgasse                      | 94 m    | Janowa gasa                        | Spremberg                  | von Johannes der Täufer |
| Johann-Sebastian-Bach-Weg          |         | J. S. Bachowy pus                  | Spremberg (Musikerviertel) | nach dem Komponisten Johann Sebastian Bach |
| Johann-Strauß-Straße               |         | J. Straußowa droga                 | Spremberg (Musikerviertel) | nach dem Komponisten Johann Strauß |
| Josephbrunner Weg                  |         | -                                  | Spremberg                  | Weg in Richtung der ehemaligen Collonie Josephbrunn, westlich von Spremberg |
| Joseph-Haydn-Straße                |         | J. Haydnowa droga                  | Spremberg (Musikerviertel) | nach dem Komponisten Josef Haydn |
| Jüdenstraße                        | 58 m    | Žydojska droga                     | Spremberg                  | vermutlich von Jüdisch – das jüdische Volk |
| Käferpfad                          | 396 m   | Brukowa scažka                     | Spremberg                  | nach dem Insekt Käfer |
| Kahselerweg                        |         | Kozlański puś                      | Hornow                     | nach dem Ort Kahsel |
| Kantstraße                         | 285 m   | Kantowa droga                      | Spremberg                  | vermutlich nach dem Philosophen Immanuel Kant |
| Karl-Marx-Straße                   | 1.131 m | K. Marxowa droga                   | Spremberg                  | nach dem Philosophen Karl Marx, bis etwa 1945 Friedrich Ebert Straße, dann Bautzener Straße |
| Karlstraße                         | 209 m   | Karlowa droga                      | Spremberg                  | |
| Kastanienallee                     | 1.409 m | Kastanijowa aleja                  | Spremberg                  | nach der Baumart Kastanie |
| Käthe-Kollwitz-Straße              |         | K. Kollwitzoweje droga             | Spremberg                  | nach der Grafikerin Käthe Kollwitz |
| Kesselstraße                       | 288 m   | Koselowa droga                     | Spremberg                  | |
| Kiefernweg                         |         | Chójcowy pus                       | Trattendorf                | nach der Baumart Kiefer |
| Kirchenweg                         | 456 m   | Cerkwiny pus                       | Schwarze Pumpe             | |
| Kirchgasse                         | 127 m   | Cerkwina gasa                      | Spremberg                  | Gasse zur evangelischen Kreuzkirche Spremberg |
| Kirchhofsweg                       | 867 m   | Na cerkwiny dwór                   | Spremberg                  | |
| Kirchplatz                         |         | Cerkwine namesto                   | Spremberg                  | Platz an der Kreuzkirche Spremberg |
| Kirschallee                        | 1.162 m | Wišnjowa aleja                     | Spremberg                  | nach der Pflanzenart Süßkirsche die diese Straße ursprünglich säumten |
| Klein Loitzer Straße               |         |                                    | Wadelsdorf                 | nach dem Ort Klein Loitz |
| Klein Loitzer Weg                  |         | £ojojcański puś                    | Hornow                     | nach dem Ort Klein Loitz |
| Kleeweg                            |         | Ziselinowy pus                     | Weskow                     | nach der Pflanzengattung Klee |
| Kleine Berliner Straße             |         | Mala Barlinska droga               | Spremberg                  | kurzes Teilstück (Verlängerung) der Berliner Straße |
| Knappenweg                         | 848 m   | Górnikowy pus                      | Spremberg                  | alte Bezeichnung für Bergmann |
| Kochsaweg                          | 521 m   | Kochsowy pus                       | Spremberg                  | Weg über den Bachlauf der Kochsa |
| Kochsdorfer Weg                    | 631 m   | Kochanojski pus                    | Spremberg                  | nach der ehem. Gemeinde Kochsdorf, 1946 nach Spremberg eingemeindet |
| Kollerbergring                     | 515 m   | Wokolo Kolarjoweje góry            | Spremberg                  | nach der lokalen Begebenheit auf dem Kollerberg |
| Kollerbergweg                      | 701 m   | Psi Kolarjowej górje               | Spremberg                  | nach der lokalen Begebenheit, auf dem Kollerberg |
| Kraftwerkstraße                    | 3.055 m | Milinarnjowa droga                 | Spremberg                  | Straße am/zum ehem. Kraftwerk Trattendorf, die Hausnummern 11 bis 94 gehören zum OT Trattendorf |
| Kulturhausweg                      |         | Ku kulturnemu domoju               | Spremberg                  | Weg zum ehem. Kulturhaus/Gutshaus in der ehem. Gemeinde Pulsberg |
| Kurzer Weg                         | 321 m   | Krotki pus                         | Trattendorf                | |
| Landratsweg                        |         | Krajnoraźcowy puś                  | Hornow                     | nach dem Landrat |
| Lange Straße                       | 428 m   | Dlujka droga                       | Spremberg                  | längste Straße im direkten Zentrum der Stadt |
| Lassowberg                         |         | Lazojska góra                      | Spremberg                  | |
| Lassowstraße                       | 106 m   | Lazojska droga                     | Spremberg                  | |
| Lausitzer Straße                   | 187 m   | Lužyska droga                      | Spremberg                  | benannt nach der Region Lausitz |
| Leipziger Straße                   | 276 m   | Lipscanska droga                   | Spremberg                  | benannt nach der Stadt Leipzig, keinen direkten Bezug zu Spremberg, bis etwa 1990 Ethel und Julius Rosenberg Straße                                                                                       |
| Lerchenweg                         | 1047 m  | Škobrjonkowy pus                   | Spremberg                  | benannt nach der Vogelart Lerchen |
| Libellenweg                        | 49 m    | Libelowy pus                       | Spremberg                  | benannt nach der Insektenart Libellen |
| Liebigstraße                       | 969 m   | Liebigowa droga                    | Weskow                     | |
| Lieskauer Dorfstraße               |         |                                    | Lieskau                    | |
| Lindenallee                        |         |                                    | Wadelsdorf                 | benannt nach der Baumgattung Linden |
| Lindenplatz                        |         | Lipowe namesto                     | Cantdorf                   | Dorfplatz mit Lindenbaum |
| Lindenstraße                       |         | Lipowa droga                       | Spremberg                  | benannt nach der Baumart Linde |
| Lindenweg                          | 344 m   | Lipowy pus                         | Schwarze Pumpe             | benannt nach der Baumart Linde |
| Lucas-Cranach-Straße               | 420 m   | L. Cranachowa droga                | Spremberg                  | benannt nach Luca Cranach |
| Luisenfelder Weg                   | 606 m   | Lowizyny pólny pus                 | Spremberg                  | vermutlich benannt nach der ehemaligen Grube Louise (Aufschluss 1882) |
| Lustgartenstraße                   | 232 m   | Luštowanska droga                  | Spremberg                  | |
| Lutherstraße                       | 442 m   | Lutherowa droga                    | Spremberg                  | benannt nach dem Reformator Martin Luther, keinen direkten Bezug zu Spremberg |
| Lutz-Thormann-Siedlung             |         | L. Thormannowe sedlišco            | Spremberg                  | Lutz Thormann war Leiter der Abteilung für Neurologie und Psychiatrie am Krankenhaus Spremberg |
| Mariengasse                        | 201 m   | Marijina gasa                      | Spremberg                  | |
| Märkersruh                         | 923 m   | Markarski pokoj                    | Spremberg                  | vermutlich Bezeichnung für einen Bewohner der Mark Brandenburg, dem Märker, die Hausnummer 6a gehört zum OT Cantdorf                                                                                      |
| Märzschäferei                      | 322 m   | Mercojska šaparnja                 | Schwarze Pumpe             | |
| Mauergasse                         | 269 m   | Pód murju                          | Spremberg                  | Gasse an der ehemaligen Stadtmauer der Stadt |
| Michelson-Schlucht                 | 430 m   | Michelsonski wužlob                | Spremberg                  | Benannt nach der Tuchfabrik „Michelso(h)n & Ascher AG“ die hier bis 1945 ihren Standort hatte. Die heutige Schreibweise ist Michelson ohne „h“.                                                           |
| Mittelstraße                       | 234 m   | Srjejzna droga                     | Spremberg                  | nimmt Bezug auf den dort befindlichen Gedenkstein Mittelpunkt des Deutschen Reiches |
| Mittelring                         |         |                                    | Sellessen                  | |
| Mittelweg                          | 366 m   | Srjejzny pus                       | Schwarze Pumpe             | |
| Mittlerer Weg                      |         |                                    | Graustein                  | |
| Mozartstraße                       | 226 m   | Mozartowa droga                    | Spremberg                  | nach dem Komponist Wolfgang Amadeus Mozart, keinen direkten Bezug zur Spremberg |
| Muckrower Dorfstraße               |         |                                    | Sellessen                  | |
| Muckrower Straße                   |         | Mokrjanska droga                   | Sellessen                  | Straße zwischen Muckrow und Sellessen |
| Muckrower Weg                      | 175 m   | Mokrojski puś                      | Groß Luja                  | nach dem Ort Muckrow |
| Muckrower Waldweg                  |         |                                    | Hornow                     | nach dem Ort Muckrow, April 2016 Umbenennung in Folge der Eingemeindung nach Spremberg, vorher Muckrower Weg, Muckrower Dorfstraße                                                                        |
| Mühlenplatz                        |         | Mlynske namesto                    | Spremberg                  | Platz an der ehemaligen Stadtmühle in Spremberg |
| Mühlenstraße                       | 238 m   | Mlynska droga                      | Spremberg                  | Straße an der ehemaligen Stadtmühle in Spremberg |
| Mühlenweg                          |         | Mlynski pus                        | Terpe                      | |
| Muskauer Chaussee                  |         |                                    | Graustein                  | nach dem Ort Bad Muskau |
| Muskauer Straße                    | 5.790 m | Mužakojska droga                   | Spremberg                  | |
| Nahe Sportplatz                    |         |                                    | Hornow                     | am Sportplatz |
| Neubaustraße                       |         |                                    | Graustein                  | |
| Neudorfer Weg                      | 3.375 m | Nowowjascanski pus                 | Spremberg                  | Straße in Richtung des ehemaligen Königlich Neudorf, die Hausnummern 1 bis 3 sowie 24 und 25 gehören zum OT Trattendorf                                                                                   |
| Neumühler Weg                      | 213 m   | Ku nowemu mlynoju                  | Sellessen                  | |
| Obelisken Steig                    | 74 m    | Serbsce šćežka                     | Spremberg                  | Schmaler Fußweg am Alten Georgenberg zum ehemaligen Standort des Obelisken des Deutsch-Französischen Krieges 1870–1871                                                                                    |
| Obere Bergstraße                   | 68 m    | Górna gorowa droga                 | Sellessen                  | |
| Otto-von-Guericke-Straße           | 452 m   | O. von Guerickowa droga            | Spremberg                  | benannt nach dem Erfinder Otto von Guericke, keinen direkten Bezug zu Spremberg |
| Pappelweg                          |         |                                    | Türkendorf                 | |
| Paul-Thomas-Straße                 | 457 m   | P. Thomasowa droga                 | Spremberg                  | benannt nach dem Widerstandskämpfer Paul Thomas |
| Petrigasse                         | 206 m   | Petšowa gasa                       | Spremberg                  | vermutlich benannt nach dem Bakteriologen Richard Julius Petri |
| Pfefferweg                         | 176 m   | Pjepjerjowy pus                    | Spremberg                  | benannt nach der Pflanzenart Pfeffer |
| Pflasterweg                        | 1.398 m | Flastarjowy pus                    | Sellessen                  | vermutlich benannt nach der einstigen Beschaffenheit des Straßenbelages |
| Pfortenstraße                      | 373 m   | Wrotkowa droga                     | Spremberg                  | Straße an der einstigen Stadtmauer, Stadttor, der Pforte zur Stadt |
| Philipp-Reis-Straße                | 351 m   | Ph. Reisowa droga                  | Spremberg                  | benannt nach dem Erfinder und Physiker Philipp Reis |
| Piskaweg                           |         | Peskowy pus                        | Spremberg                  | |
| Posthalterweg                      | 176 m   | Postowniski pus                    | Spremberg                  | benannt nach dem ehemaligen Beruf des Posthalters |
| Poststraße                         | 84 m    | Postowa droga                      | Spremberg                  | Straße an der Post |
| Pulsberger Weg                     | 373 m   | Lutoborski pus                     | Terpe                      | Straße in Richtung der ehemaligen Gemeinde Pulsberg |
| Pumpe Ausbau                       | 910 m   | Plumpa wutwark                     | Schwarze Pumpe             | Kurzform für vor dem Stadtteil Schwarze Pumpe liegend |
| Querweg                            |         | Precny pus                         | Spremberg                  | |
| Radlerweg                          |         |                                    | Wadelsdorf                 | April 2016 Umbenennung in Folge der Eingemeindung nach Spremberg, vorher Gartenstraße |
| Ratsheideweg                       | 189 m   | Do razcoweje gole                  | Weskow                     | vermutlich für ehemaligen Landbesitz der Stadt gehörend |
| Rehwinkel                          | 453 m   | Sarniny nugel                      | Weskow                     | nach der Tierart Reh |
| Reuthener Weg                      |         |                                    | Graustein                  | nach dem Ort Reuthen |
| Richtstraße                        |         | Rochtowa droga                     | Spremberg                  | hier wohnte der damalige Scharfrichter der Stadt |
| Ringstraße                         |         | Wokolica                           | Spremberg                  | |
| Ringweg                            | 749 m   | Wokolny pus                        | Groß Luja                  | |
| Robert-Koch-Siedlung               | 648 m   | R. Kochowe sedlišco                | Spremberg                  | benannt nach dem Mediziner Robert Koch |
| Roitzer Straße                     | 1.190 m | Rajcanska droga                    | Spremberg                  | benannt nach dem devastierten Ort Roitz |
| Roitzer Weg                        |         | Rajcanski pus                      | Spremberg                  | benannt nach dem devastierten Ort Roitz |
| Rosenstraße                        | 364 m   |                                    | Haidemühl                  | nach der Pflanzenart Rose |
| Roßstraße                          | 98 m    | Konjowa droga                      | Spremberg                  | bezugnehmend auf den damals angrenzenden Handelsplatz, ursprünglich von Roß |
| Rotkehlchenweg                     | 43 m    | Sprjoskowy pus                     | Spremberg                  | benannt nach der Vogelart Rotkehlchen |
| Rungestraße                        | 256 m   | Rungowa droga                      | Schwarze Pumpe             | |
| Sabrodter Straße                   | 813 m   | Zabrodska droga                    | Terpe                      | benannt dem Ortsteil Sabrodt der Gemeinde Elsterheide |
| Salzweg                            | 215 m   | Solowy pus                         | Spremberg                  | benannt nach dem Salz |
| Sanddornweg                        |         | Rokotnikowy pus                    | Spremberg                  | benannt nach der Pflanzenart Sanddorn |
| Schäfereistraße                    |         |                                    | Schwarze Pumpe             | die Schäferei |
| Schäfereiweg                       | 929 m   | Ku šaparni                         | Spremberg                  | |
| Schillerstraße                     |         | Schillerowa droga                  | Spremberg                  | benannt nach dem Dichter Friedrich Schiller |
| Schlehenweg                        | 176 m   | Slewicowy pus                      | Spremberg                  | benannt nach der Pflanzenart Schlehen |
| Schleifer Allee                    |         |                                    | Lieskau                    | benannt nach der Ortschaft Schleife |
| Schleifer Straße                   |         |                                    | Graustein                  | |
| Schleifer Weg                      | 529 m   | Slepjanski pus                     | Spremberg                  | |
| Schlesische Straße                 | 290 m   | Šlazynska droga                    | Spremberg                  | nach der Region Schlesien, die Hausnummer 16 gehört zum OT Trattendorf |
| Schlesischer Hof                   | 315 m   | Šlazynski dwór                     | Spremberg                  | nach der Region Schlesien |
| Schloßbezirk                       | 350 m   | Pód grodom                         | Spremberg                  | benannt nach dem sich dort befindenden Schloß Spremberg |
| Schlosserstraße                    | 1.322 m | Zamkarska droga                    | Spremberg                  | benannt nach dem Beruf des Schlossers |
| Schloßstraße                       | 105 m   | Grodowa droga                      | Spremberg                  | Straße zum Schloß Spremberg |
| Schloßweg                          |         |                                    | Sellessen                  | |
| Schmetterlingsweg                  | 287 m   | Mjatelowy pus                      | Spremberg                  | nach dem Insekt Schmetterling |
| Schmiedeweg                        | 415 m   | Kowalowy pus                       | Terpe                      | vermutlich nach dem Handwerk der Schmiede |
| Schokoladenweg                     |         |                                    | Hornow                     | April 2016 Umbenennung in Folge der Eingemeindung nach Spremberg – vorher Dorfstraße 12 bis 16 |
| Scholle                            | 556 m   | Gruzle                             | Spremberg                  | |
| Schomberg                          | 608 m   | Šombarg                            | Spremberg                  | benannt nach der gleichnamigen Anhöhe |
| Schöne Aussicht                    | 101 m   |                                    | Sellessen                  | |
| Schöne Heide                       |         |                                    | Schönheide                 | |
| Schubertstraße                     | 128 m   | Schubertowa droga                  | Spremberg                  | benannt nach dem Komponist Franz Schubert |
| Schulbezirk                        | 284 m   | Šulski wobwod                      | Spremberg                  | |
| Schulgasse                         | 69 m    | Šulska gasa                        | Spremberg                  | Gasse zur ehem. Amalienschule auf dem Kirchplatz |
| Schulstraße                        |         | Šulska droga                       | Hornow                     | |
| Schulweg                           |         | Šulska pus                         | Hornow                     | |
| Seeweg                             |         | Jazorowy pus                       | Sellessen                  | |
| Seilergasse                        | 114 m   | Powrjozniska gasa                  | Spremberg                  | benannt nach dem Beruf des Seilers |
| Sellessener Allee                  | 2.278 m | Zelezynska aleja                   | Weskow                     | Straße in Richtung Sellessen |
| Senftenberger Straße               |         | Zlykomorojska droga                | Spremberg                  | nach der Stadt Senftenberg |
| Siedlerweg                         | 559 m   | Sedlarski pus                      | Schwarze Pumpe             | |
| Siedlung                           |         |                                    | Lieskau                    | benannt nach die Siedlung |
| Siedlungsstraße                    | 373 m   | Sedlenska droga                    | Spremberg                  | |
| Slamener Höhe                      | 1.019 m | Slomjenska gora                    | Spremberg                  | benannt nach der 1946 nach Spremberg eingemeindeten Ortschaft Slamen |
| Spinnerweg                         | 222 m   | Psezarski pus                      | Cantdorf                   | |
| Sportplatzstraße                   | 480 m   | Ku sportnišcu                      | Sellessen                  | Straße am Sportplatz in Sellessen, gehört teilweise zum OT Sellessen und zum OT Haidemühl |
| Spreeaue                           | 576 m   | Sprjewiny lug                      | Spremberg                  | benannt nach der Lage in der Spreeaue |
| Spreetaler Werkstraße              |         |                                    | Schwarze Pumpe             | nach dem Ort Spreetal |
| Spreeterrassen                     | 669 m   | Sprjewine terase                   | Sellessen                  | benannt nach der Lage zur Spree |
| Spremberger Allee                  |         |                                    | Groß Luja                  | |
| Spremberger Chaussee               |         |                                    | Hornow                     | Straße in Richtung Stadt Spremberg, April 2016 Umbenennung in Folge der Eingemeindung nach Spremberg, vorher Spremberger Straße                                                                           |
| Spremberger Straße / Gewerbegebiet | 694 m   | Grodkojska droga / Zwarbowarstwo   | Sellessen                  | Straße in Richtung Stadt Spremberg |
| Stadtrandsiedlung                  | 2.690 m | Pódmescanske sedlišco              | Spremberg                  | nach der Lage während der Zeit der Errichtung |
| Steigerweg                         |         | Górniski pus                       | Trattendorf                | benannt nach dem Steiger im Bergbau |
| Stieglitzweg                       | 548 m   | Šcigelcowy pus                     | Spremberg                  | benannt nach der Vogelart Stieglitz |
| Storchenweg                        | 302 m   | Bosonowy pus                       | Spremberg                  | benannt nach der Vogelfamilie der Störche |
| Stradower Weg                      | 381 m   | Tšadojski pus                      | Spremberg                  | benannt nach der devastierten Ortslage Stradow |
| Straße der Einheit                 | 958 m   |                                    | Haidemühl                  | benannt nach der Deutschen Wiedervereinigung |
| Straße des Aufbaus                 | 570 m   | Droga natwari                      | Schwarze Pumpe             | Synonym für den Wiederaufbau nach dem Zweiten Weltkrieg |
| Straße des Kindes                  | 546 m   | Droga gólesa                       | Schwarze Pumpe             | |
| Straußdorfer Weg                   | 549 m   | Tšuckojski pus                     | Spremberg                  | benannt nach der devastierten Ortslage Straußdorf |
| Südstraße                          | 337 m   | Poludnjowa droga                   | Schwarze Pumpe             | benannt nach der Lage am ehemaligen Gaskombinat Schwarze Pumpe |
| Tagebaurandstraße                  |         | Droga na kšomje wótwórjoneje jamy  | Spremberg                  | benannt nach der Lage am östlichen Rand des Tagebau Welzow-Süd |
| Tannenweg                          | 278 m   | Jedlowy pus                        | Spremberg                  | benannt nach dem Nadelbaum Tanne |
| Taubenwinkel                       |         | Golubjowy nugel                    | Spremberg                  | benannt nach der Vogelart Taube |
| Teichstraße                        |         | Gatowa droga                       | Schönheide                 | der Teich |
| Teichweg                           | 343 m   | Gatowy pus                         | Sellessen                  | der Teich |
| Terpe am Rain                      |         |                                    | Terpe                      | |
| Terpe Ausbau                       |         |                                    | Terpe                      | |
| Teschnitzweg                       |         | Tešnicanski pus                    | Spremberg                  | benannt nach dem ehemaligen Siedlungsbereich bei Spremberg, die Hausnummer 1 bis 6 gehören zum OT Cantdorf                                                                                                |
| Töpferstraße                       |         | Gjarncarska droga                  | Spremberg                  | nach dem Beruf des Töpfers |
| Trattendorfer Hof                  | 288 m   | Dubrawski dwór                     | Spremberg                  | |
| Trattendorfer Straße               | 450 m   | Dubrawska droga                    | Trattendorf                | |
| Tuchmacherallee                    |         | Tkalcojska aleja                   | Spremberg                  | nach dem Beruf des Tuchmachers |
| Turnstraße                         | 246 m   | Turnarska droga                    | Spremberg                  | an einer der ersten Turnhallen der Stadt gelegen |
| Türkendorfer Weg                   |         |                                    | Graustein                  | nach dem Ort Türkendorf |
| Umspannwerk                        |         |                                    | Graustein                  | nach dem dortigen Umspannwerk Graustein |
| Unter den Linden                   | 422 m   |                                    | Groß Luja                  | benannt nach der Baumgattung Linden, April 2016 Umbenennung in Folge der Eingemeindung von Wadelsdorf nach Spremberg, vorher Lindenallee                                                                  |
| Veilchenhöhe                       | 277 m   | Fijolkowa górka                    | Weskow                     | nach der Pflanzengattung Veilchen |
| Vogelsang                          |         | Ptaškowy spiw                      | Weskow                     | nach Vogelsang |
| Vorwerker Straße                   |         | Forwarkowa droga                   | Hornow-Vorwerk             | nach dem Vorwerk |
| Wadelsdorfer Dorfstraße            |         |                                    | Wadelsdorf                 | nach der kleinen Siedlung |
| Wadelsdorfer Gasse                 |         |                                    | Wadelsdorf                 | nach der schmalen Gasse |
| Wagnerstraße                       | 854 m   | Wagnerowa droga                    | Schwarze Pumpe             | vermutlich nach der früheren Berufsbezeichnung des Wagners |
| Waidmannslust                      | 128 m   | Góntwarski lušt                    | Cantdorf                   | |
| Waldfrieden                        | 865 m   | Golanski pokoj                     | Cantdorf                   | |
| Waldheimstraße                     | 409 m   | Ku golarni                         | Spremberg                  | nach dem sich ehemals dort befindlichen Walderholungsheim (zerstört in der Nachkriegszeit) |
| Waldstraße                         |         | Gólna droga                        | Spremberg                  | der Wald |
| Waldweg                            | 404 m   | Gólny pus                          | Spremberg                  | |
| Walter-Lehmann-Straße              | 530 m   | W. Lehmannowa droga                | Spremberg                  | nach dem Paläontologen Walter Lehmann, keinen direkten Bezug zu Spremberg |
| Weberweg                           | 124 m   | Tkalcojski pus                     | Spremberg                  | nach dem Beruf des Webers |
| Weg am Klärwerk                    |         |                                    | Hornow                     | nach dem Klärwerk |
| Weg hinter dem Amt                 |         |                                    | Hornow                     | Weg am ehemaligen Amt Hornow Simmersdorf |
| Weg hinter den Gärten              |         |                                    | Hornow                     | nach dem Garten |
| Weinberg                           | 1.329 m | Winica                             | Spremberg                  | Straße am Weinberg, hier wurde einst Weinanbau betrieben |
| Weißer Berg                        |         | Bela góra                          | Sellessen                  | bezieht sich vermutlich auf die hellen Kies-Hänge die beim anlegen des Stausees Spremberg entstanden sind                                                                                                 |
| Wendenstraße                       | 532 m   | Serbska droga                      | Spremberg                  | nach dem wendischen (sorbischen) Volk |
| Werkstraße                         | 137 m   | Zawodowa droga                     | Terpe                      | das Werk |
| Weskower Allee                     | 2.670 m | Wjascanska aleja                   | Weskow                     | Straße von Spremberg nach Weskow, gehört bis auf die Hausnummern 1 bis 3, 30 bis 33 zu Weskow |
| Weskower Platz                     | 129 m   | Wjascanske namesto                 | Weskow                     | |
| Weskower Straße                    | 674 m   | Wjascanska droga                   | Sellessen                  | |
| Westbahnstraße                     | 304 m   | Psi zeleznicy                      | Spremberg                  | Straße am ehemaligen Westbahnhof der Spremberger Stadtbahn |
| Wiener Straße                      | 119 m   | Wienska droga                      | Spremberg                  | nach der Stadt Wien |
| Wiesenaue                          | 163 m   | Lucny lug                          | Spremberg                  | Lage der Straße, die Wiesenaue |
| Wiesengasse                        | 487 m   | Lucna gasa                         | Spremberg                  | |
| Wiesenrain                         | 328 m   |                                    | Groß Luja                  | |
| Wiesental                          | 673 m   | Lucny dol                          | Cantdorf                   | |
| Wiesenweg                          |         | Lucny pus                          | Trattendorf                | |
| Wilhelm-Busch-Straße               |         | W. Buschowa droga                  | Spremberg                  | nach dem Dichter und Zeichner Wilhelm Busch |
| Wilhelmsthaler Weg                 | 1.348 m | Wylemojski pus                     | Spremberg                  | Weg in Richtung der Ortslage Wilhelmsthal zur ehemaligen Kartonagenfabrik, die Hausnummer 3 gehört zum OT Cantdorf                                                                                        |
| Willy–Pusa–Weg                     | 459 m   | Willy-Pusowa droga                 | Trattendorf                | Der 16–Jährige Willy Pusa rettete am 13. August 1925 ein 11–Jähriges Mädchen vor dem Ertrinken in der Spree und kam dabei selbst ums Leben.                                                               |
| Windmühlenweg                      | 155 m   | Wetšnikojski pus                   | Spremberg                  | Weg an einer nicht mehr vorhandenen Bockwindmühle |
| Winkelweg                          |         | Nuglyškowy pus                     | Schwarze Pumpe             | |
| Wirthstraße                        | 135 m   | Wirthowa droga                     | Spremberg                  | nach dem ehemaligen Bürgermeister Felix Wirth benannt |
| Wochenendweg                       | 87 m    | Kónctyzenski pus                   | Sellessen                  | |
| Wolkenberger Weg                   | 278 m   | Klešcanski pus                     | Spremberg                  | benannt nach dem devastierten Ort Wolkenberg |
| Zedlitzstraße                      | 399 m   | Zedlitzowa droga                   | Spremberg                  | . |
| Zeppelinstraße                     | 701 m   | Zeppelinowa droga                  | Spremberg                  | . |
| Zerrer Weg                         |         |                                    | Graustein                  | nach dem Ort Zerre in der Gemeinde Spreetal |
| Ziegeleiweg                        | 900 m   | Cyglownjowy pus                    | Spremberg                  | nach einer nicht mehr am Standort existierenden Ziegelei. Am 28. Oktober 2020 erfolgte die Umbenennung des Teils des Ziegeleiweges, der durch die Umgehungsstraße nun abgetrennt ist, in Berliner Straße. |
| Zimtweg                            | 249 m   | Cymtowa droga                      | Spremberg                  | nach dem Gewürz Zimt |
| Zuckerstraße                       | 1.669 m | Cukorowa droga                     | Spremberg                  | nach dem Nahrungsmittel Zucker |
| Zu den Brüchen                     | 2.046 m |                                    | Terpe                      | |
| Zum Ausbau                         |         | wutwark                            | Wadelsdorf                 | April 2016 Umbenennung in Folge der Eingemeindung nach Spremberg, vorher Ausbau |
| Zum Birkhahn                       |         |                                    | Sellessen                  | |
| Zum Lehrpfad                       | 92 m    | Wucbna scažka                      | Sellessen                  | |
| Zum Schulgraben                    |         |                                    | Trattendorf                | |
| Zum Stadtwald                      |         | Do mescanskego lesa                | Spremberg                  | |
| Zum Storchberg                     |         |                                    | Graustein                  | |
| Zum Wasserwerk                     |         | K wódarni                          | Spremberg                  | |
| Zum weißen Wehr                    |         | K belemu pušcadlu                  | Spremberg                  | benannt nach dem dortigen weiß gestrichenen/geputzten Wehr |
| Zur Dorfaue                        |         |                                    | Türkendorf                 | |
| Zur Schule                         |         |                                    | Sellessen                  | die Schule |